# Trouver le trèfle pourpre à quatre feuilles !
Pour plus de détails, voir Fiche technique et Distribution.
Trouver le trèfle pourpre à quatre feuilles (紅き四つ葉のクローバーを探せ, Naruto: Akaki yotsuba no kurōbā o sagase) est le premier OAV de l'anime Naruto. Cet OAV se placerait chronologiquement après l'épisode 5 de la première saison.

## Synopsis

Le trèfle pourpre à quatre feuilles.

Cet épisode spécial raconte une histoire totalement à part de la série dans laquelle Naruto décide de rendre service au petit Konohamaru. Ce dernier, qui vient de monter sa propre mini-organisation de ninjas, est amoureux d'une jeune fille du nom de Yoshino Kaede. La petite fille doit en effet quitter le village car son père est muté ailleurs. Konohamaru décide alors d'aller trouver le trèfle pourpre à quatre feuilles qui lui permettra d'exaucer n'importe quel vœu, notamment celui de faire rester Kaede.
Il demande l'aide de Naruto pour récupérer cet objet magique. Nos deux jeunes villageois vont devoir se rendre à Akagahara, une zone interdite...

## Fiche technique
- Titre : Trouver le trèfle pourpre à quatre feuilles !
- Titre original : 紅き四つ葉のクローバーを探せ (Naruto: Akaki yotsuba no kurōbā o sagase)
- Réalisation : Yasunori Urata
- Scénario : Katsuyuki Sumizawa d'après le manga Naruto de Masashi Kishimoto
- Musique : Toshio Masuda et Musashi Purojekuto
- Photographie : Atsuho Matsumoto
- Montage :
- Production : Ken Hagino
- Société de production : Pierrot et Shūeisha
- Pays :  Japon
- Genre : Animation, action, aventure, comédie et fantasyfantastique
- Durée : 17 minutes
- Dates de sortie : 
  -  Japon : 20 décembre 2002 (Jump Festa)

## Doublage
- Junko Takeuchi : Naruto Uzumaki
- Noriaki Sugiyama : Sasuke Uchiwa
- Chie Nakamura : Sakura Haruno
- Kazuhiko Inoue : Kakashi Hatake
- Ikue Ōtani : Konoha-Maru Sarutobi
- Taeko Kawata : Kaede